# Loli Albero Gil
Loli Albero Gil (Pamplona, Navarra, 31 de agosto de 1962) es una escritora, narradora y poeta española.

## Biografía
Licenciada en Filosofía y Ciencias de la Educación por la UNED. Realizó el Certificado de Aptitud Pedagógica (CAP) en la Universidad de Zaragoza y tres cursos de Biblioteconomía en el IPES (Instituto de Promoción de Estudios Sociales).

## Trayectoria y premios
En octavo de EGB gana el primer premio en el colegio con Cuentos Navideños.
En 1993 obtiene el segundo premio del certamen «Ciudadela» de poesía, en Pamplona, quedando situada entre dos veteranos de la lírica navarra: Ángel Urrutia y Carlos Baos. En 1995 quedó finalista en el certamen de poesía «Itálica» de Sevilla. El poema fue publicado un año después, en Antología de poetas españoles 1996. También aparece en Antología Escogida de poetas españoles 1997. En 1998 participó en el homenaje que la Casa de la Juventud de Pamplona dedicó al bicentenario de la Generación del 98: Antología de la Literatura navarra actual.
En 2003 recibe una mención especial en el certamen de poesía de Cadreita (Navarra). El premio periodístico-literario «Tomás Belzunegui» será un galardón cosechado repetidamente en su carrera, logradando la primera posición en 2004, 2005, 2007 y 2011; así como la segunda en 2008; y la tercera en 2009 y 2010.
Primer premio de relato «El Libro» en modalidad de carta con temática sobre San Francisco Javier, convocado por el Ayuntamiento de Pamplona en 2006. En el mismo año fue finalista en el premio de novela «Ángel Miguel Pozanco», en Barcelona.
Mención especial en el certamen «José María Iribarren» de relato corto, en 2007. (Ayuntamiento de Pamplona).
En 2009, fue una de las 12 escritoras que el Instituto Navarro para la Igualdad (Gobierno de Navarra) eligió para la confección de un calendario, como preámbulo del Congreso Internacional de Escritoras que se celebraría, en otoño, en Pamplona, y en el que formó parte.
Finalista en el concurso de poesía «Eos Barbarin» (Navarra), en mayo de 2010.
En 2013, finalista del premio de narrativa breve «Ribera del Duero».
En 2013 quedó seleccionada en el certamen de Novela Romántica HQÑ, sello editorial Harlequín Ibérica con la novela En el ferviente anhelo y en 2015 con Mi querida Laura, que se publicarían años después. 
Ese mismo año, 2015, ganó el primer premio en el concurso «Baros» de Barcelona.
En 2022 quedó nominada, en la Modalidad de Novela Romántica, en los Premios Literarios de la Editorial Círculo Rojo.
En marzo de 2023 publica la novela corta El lago de los secretos, una segunda edición de la misma en octubre y la reedición de La mujer destruida.
En marzo de 2024 queda primera finalista en el IX Concurso literario "Mujer al viento", convocado por el Área de Igualdad del Ayuntamiento de Torrejón de Ardoz, Madrid,
cuyos premios se entregan en el mes de mayo con la asistencia de las tres autoras finalistas. La novela seleccionada es "Las noches más dulces" y en la gala de premios
la editorial Maluma, encargada de las publicaciones, presenta los tres libros galardonados.

## Obra
- Antologías mencionadas más arriba, varios números de la revista Luces y Sombras de Tafalla (números 14, 15, 16, 17, 24, 25…), algunos números de Cuadernos Gerontológicos, de Palabras contra la guerra, un relato en internet en la revista de Alex Lootz y una antología poética de Barbarin (Navarra).
- Gotas de amor, encargo del ayuntamiento de su localidad, Noáin, para homenajear a los niños nacidos en 2009, que fue repartido entre las más de cien familias en las fiestas patronales de 2010.
- El misterio de la Loca-muda (2002)
- Todo es mentira (2006)
- La mujer destruida (2009)
- Tras las sombras (2012)[4]
- Mi querida Laura (prevista para 2015, en edición e-book)
- Los días de terciopelo (2016)[5]
- El amor esquivo (2018)
- El mutuo obsequio (poemario, 2019)
- En el ferviente anhelo (diciembre 2021)
- El lago de los secretos (marzo de 2023 y segunda edición en septiembre)
- "Las noches más dulces" (mayo de 2024)